# Hydromys
Genre
Hydromys est un genre de rongeurs de la sous-famille des Murinés.

## Liste des espèces
Ce genre comprend les espèces suivantes :
- Hydromys chrysogaster E. Geoffroy, 1804
- Hydromys hussoni Musser et Piik, 1982
- Hydromys neobrittanicus Tate et Archbold, 1935
- Hydromys ziegleri Helgen, 2005

Hydromys habbema Tate et Archbold, 1941 et Hydromys shawmayeri (Hinton, 1943) sont placés dans Baiyankamys depuis Helgen, 2005.

## Répartition

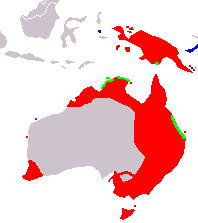
Hydromys chrysogaster
Hydromys spp.
Xeromys sp. et Hydromys chrysogaster